# Безлюдовка (Белгородская область)
Безлюдовка — село в Шебекинском районе Белгородской области России. Входит в Графовское сельское поселение.

## История
В период крепостного права большая часть «слободы Безлюдовки с сельцом Масловкою» принадлежала родственнице известного поэта, автора поэмы «Душенька» И. Ф. Богдановича.
В 1932 г. — 1028 жителей. В начале 1979 г. в Безлюдовке было 524 жителя, в 1989 — 424 (169 муж. и 255 жен.).

## Население
| 2002 | 2010 |
| ---- | ---- |
| 828  | ↘824 |